# Orgyilkos pókok
Az orgyilkos pókok (Palpimanoidea) a pókoknak a főpókok (Araneomorpha) alrendjébe tartozó öregcsaládja 3 recens és két kihalt családdal.
Az „orgyilkos” nevet azért kapták, mert legtöbb fajuk kisebb, esetenként mérgező pókokat eszik. Hogy zsákmányaik ne harapjanak vissza, az orgyilkos pókok hosszú, sovány, zsiráfszerű nyakat növesztettek — ennek végén ül a hatalmas rágókkal felszerelt, apró fej. Az orgyilkos pók a zsákmány becserkészése után fölé emeli a fejét, majd derékszögben lecsap, és rágóival megragadja a célpontot, amit biztonságos távolságban tart sérülékeny testrészeitől mindaddig, amíg az áldozat el nem pusztul.
A 2010-es évek legtöbb szerzője szerint a taxon monofiletikus.
Zömmel a déli féltekén fordulnak elő. A fajszámok területi eloszlása alapján úgy vélik, hogy őseik az egykori Gondwana szuperkontinensen, a mai Dél-Amerika területén élhettek.
Ebbe a taxonba tartozik a világ legöregebb ismert pókfosszíliája — ez az korajura (liász) időszakban élt a mai Németország területén. A leletet — hiányos megtartása okán — osztályba sorolni nem sikerült.

## Fordítás
Ez a szócikk részben vagy egészben  a   Palpimanoidea című angol Wikipédia-szócikk ezen változatának fordításán alapul.  Az eredeti cikk szerkesztőit annak laptörténete sorolja fel. Ez a jelzés csupán a megfogalmazás eredetét és a szerzői jogokat jelzi, nem szolgál a cikkben szereplő információk forrásmegjelöléseként.